# Киши-Бурли
Киши-Бурли (Малые Бурли, каз. Кіші Бөрлі) — солёное озеро в Карабалыкском районе Костанайской области Казахстана. Расположено примерно в 2 км к северо-западу от села Бурли.
Площадь поверхности озера составляет 7 км². Наибольшая длина озера — 3 км, наибольшая ширина — 3 км. Длина береговой линии составляет 9 км. Озеро расположено на высоте 196 м над уровнем моря.
По данным топографической съёмки 1958 года, площадь поверхности озера составляет 6,32 км². Наибольшая длина озера — 3 км, наибольшая ширина — 2,7 км. Длина береговой линии составляет 9,6 км, развитие береговой линии — 1,07. Озеро расположено на высоте 194 м над уровнем моря.
По данным обследования экспедицией ГГИ от 17 сентября 1956 года, площадь поверхности озера составляет 6,6 км². Максимальная глубина — 1 м, объём водной массы — 4 млн. м³, общая площадь водосбора — 93,2 км².